# پسر خوب، پسر بد
پسر خوب، پسر بد (انگلیسی: Good Boy, Bad Boy) یک فیلم به کارگردانی آشوینی چاداری در ژانر درام است که در سال ۲۰۰۷ منتشر شد. از بازیگران آن می‌توان به عمران هاشمی، توشار کاپور، تانوشری دوتا، ایشا شاروانی و پارش راوال اشاره کرد.